# Michael Crichton
John Michael Crichton ([ˈkraɪtən]; Chicago, 23 ottobre 1942 – Los Angeles, 4 novembre 2008) è stato uno scrittore, sceneggiatore, regista, produttore cinematografico e produttore televisivo statunitense.

Firma di Michael Crichton

Tra le sue opere più celebri spicca il romanzo di fantascienza Jurassic Park, dal quale Steven Spielberg ha tratto l’altrettanto celebre trasposizione cinematografica. È stato anche ideatore e produttore esecutivo del popolare medical drama E.R. - Medici in prima linea. Complessivamente i suoi romanzi hanno venduto 150 milioni di copie.

## Biografia
Terzo dei 4 figli di John Henderson Crichton e Zula Miller, Michael cresce nel quartiere di Roslyn (Long Island), con le due sorelle maggiori Kimberly e Catherine e il fratello minore, Douglas, coautore di uno dei suoi libri.
Compie gli studi in inglese alla Harvard University di Cambridge (Massachusetts), ma a causa dell'antipatia di un professore nei suoi confronti (al quale prova persino a sottoporre a suo nome un testo di George Orwell, vedendoselo valutare "B -"), passa ad antropologia biologica, disciplina in cui si laurea nel 1964.
Successivamente si iscrive alla Harvard Medical School dove nel 1969 si laurea in medicina e chirurgia. Comincia l’apprendistato presso il Salk Institute for Biological Studies di La Jolla (California) nell’anno accademico 1969-1970. In questo periodo scrive alcuni racconti con gli pseudonimi John Lange e Jeffrey Hudson, scelti in riferimento alla sua altezza (2,06 m): "Lange" in tedesco significa "persona alta" e Jeffrey Hudson fu il nano preferito della regina Enrichetta Maria di Francia nel Seicento.
Diventato medico, ben presto abbandona la carriera non trovandola una strada adatta alla sua personalità.
A 25 anni gli viene diagnosticata una sclerosi multipla rivelatasi poi benigna, come racconta lui stesso nell'autobiografia Viaggi.
Abbandonata la carriera in medicina, continua a scrivere romanzi. Grazie ai guadagni ottenuti dalla vendita dei primi libri - tra cui spicca il best seller Andromeda (The Andromeda Strain) scritto nel 1969, a soli 27 anni - riesce a realizzare il suo più grande sogno: viaggiare. Visita gli angoli più remoti del pianeta ottenendo da questi luoghi l'ispirazione per le trame dei suoi futuri successi letterari.
Nel 1973 dirige il film Westworld (Il mondo dei robot) dall'omonimo romanzo da lui ideato: precursore del tema della macchina che si ribella all'uomo, viene da molti considerato un cult. Il film si avvale dell'icona western del Pistolero magistralmente interpretato dal famoso attore Yul Brynner.
Nel 1990 ha pubblicato il romanzo Jurassic Park nel quale la teoria del caos e le sue implicazioni filosofiche vengono utilizzate per raccontare il disastroso esperimento di riportare in vita i dinosauri e inserirli in una "riserva biologica". Il paleontologo Alan Grant e la sua dottoranda Ellie Sattler, paleobotanica, vengono invitati dal miliardario John Hammond - ideatore del Jurassic Park - a recarsi sull'isola in anteprima. Nel parco vivono diverse specie di dinosauri geneticamente ricreati, clonati a partire dal DNA rinvenuto in zanzare fossili conservate nell'ambra. Spielberg apprese del romanzo nel mese di ottobre 1989, mentre lui e Crichton stavano discutendo una sceneggiatura che sarebbe diventata la serie televisiva E.R. - Medici in prima linea. Prima che il libro venisse pubblicato, Crichton concordò con Spielberg - che batté la concorrenza di svariate case di produzione - un compenso di $1,5 milioni, nonché una percentuale sostanziale dell'incasso lordo del futuro film. Il film, diretto dallo stesso Spielberg, uscì nelle sale nel 1993 e divenne un grande successo commerciale e di marketing.
Nel 1992 Crichton ha pubblicato il romanzo Sol levante, un best seller su un omicidio nel quartier generale di Los Angeles di una società giapponese. Il libro è stato immediatamente adattato in un film, uscito nel 1993 (lo stesso anno del film di Jurassic Park). Il suo romanzo successivo, Rivelazioni, pubblicato nel 1994, affronta il tema delle molestie sessuali già esplorato nel suo Binary del 1972. A differenza di quel romanzo però, Crichton si concentra sulle politiche sessuali sul posto di lavoro, sottolineando una serie di paradossi nelle funzioni di genere tradizionali, con un protagonista maschile che viene molestato sessualmente da una dirigente di sesso femminile. Come risultato, il libro è stato aspramente criticato dai commentatori femministi e accusato di anti-femminismo. Crichton, anticipando questa risposta, ha offerto una confutazione alla fine del romanzo in cui si afferma che una storia di "rovesciamento dei ruoli" scopre aspetti dell'argomento che non si vedrebbero con la stessa facilità con una protagonista femminile. Il romanzo è stato trasformato in un film lo stesso anno sotto la guida di Barry Levinson. Crichton ha poi pubblicato Il mondo perduto nel 1995, come il seguito di Jurassic Park. È stato trasformato in un sequel cinematografico due anni dopo, nel 1997, sempre diretto da Spielberg.

### Morte
Morì il 4 novembre 2008, dopo aver lungamente combattuto un linfoma, all'età di 66 anni.
Al momento della morte, stava lavorando alla sceneggiatura del 4º film della saga Jurassic Park (divenuto Jurassic World nel 2015) e ai romanzi L'isola dei pirati, completato pochi giorni prima di morire, e Micro (composto solo per ⅓ e portato a compimento da Richard Preston), parte di un ipotetico dittico con Next.

## Vita privata
Michael Crichton si è sposato cinque volte, divorziando quattro.
Dalla quarta moglie nel 1989 ha avuto l’unica figlia, Taylor Anne.

## Opere

### Romanzi
- Non previsto dal computer (Odds On, 1966; con lo pseudonimo di John Lange)
- Scratch One, 1967 (con lo pseudonimo di John Lange)
- La vendetta del deserto (Easy Go, 1968; con lo pseudonimo di John Lange)
- In caso di necessità (A Case of Need, 1968; con lo pseudonimo di Jeffery Hudson), premio Edgar Award 1969
- Venom Business, 1969 (con lo pseudonimo di John Lange)
- Zero assoluto (Zero Cool, 1969; con lo pseudonimo di John Lange)
- Andromeda (The Andromeda Strain, 1969)
- Il silenzio degli abissi (Grave Descend, 1970; con lo pseudonimo di John Lange)
- Sua eccellenza la droga (Drug of Choice, 1970; con lo pseudonimo di John Lange)
- Dealing: or the Berkeley-to-Boston Forty-Brick Lost Bag Blues, 1970 (scritto a quattro mani con il fratello Douglas, con lo pseudonimo di Michael Douglas)
- Codice Beta (Binary / Pursuit, 1972; con lo pseudonimo di John Lange)
- Il terminale uomo (The Terminal Man, 1972)
- La grande rapina al treno (The Great Train Robbery, 1975)
- Mangiatori di morte (Eaters of the Dead, 1976)
- Congo (1980)
- Sfera (Sphere, 1987)
- Jurassic Park (1990)
- Sol levante (Rising Sun, 1992)
- Rivelazioni (Disclosure, 1994)
- Il mondo perduto (The Lost World, 1995)
- Punto critico (Airframe, 1996)
- Timeline (1999)
- Preda (Prey, 2002)
- Stato di paura (State of Fear, 2004)
- Next (2006)
- L'isola dei pirati (Pirate Latitudes, 2009), trad. di Gianni Pannofino, Collana Narratori moderni, Milano, Garzanti, 2009, ISBN 978-88-116-8576-0.[2]
- Micro (2011), trad. di Doriana Comerlati, Collana Narratori moderni, Milano, Garzanti, 2012, ISBN 978-88-116-8683-5.[3]
- I cercatori di ossa (Dragon Teeth, 2017), trad. di Doriana Comerlati, Collana Narratori moderni, Milano, Garzanti, 2018, ISBN 978-88-116-0173-9.[4]
- L'evoluzione di Andromeda (The Andromeda Evolution, 2021), trad. di Doriana Comerlati, Collana Narratori moderni, Milano, Garzanti, 2021, ISBN 978-88-118-1878-6.[5]
- Eruption, trad. di Annamaria Raffo, Collana La Gaja Scienza, Milano, Longanesi, 2024, ISBN 978-88-304-6192-5.[6]

### Raccolte di racconti
- Casi di emergenza (Five Patients, 1970)

### Saggi
- Jasper Johns, 1977
- La vita elettronica (Electronic Life, 1983)
- Viaggi (Travels, 1988)

## Filmografia

### Regista
- Pursuit (1972) - film TV
- Il mondo dei robot (Westworld) (1973)
- Coma profondo (Coma) (1978)
- 1855 - La prima grande rapina al treno (The First Great Train Robbery) (1978)
- Troppo belle per vivere (Looker) (1981)
- Runaway (1984)
- Il corpo del reato (Physical Evidence) (1989)

### Sceneggiatore
- Andromeda (The Andromeda Strain), regia di Robert Wise (1971);
- Il caso Carey (The Carey Treatment), regia di Blake Edwards (1972);
- Il guardone (Extreme Close-Up), regia di Jeannot Szwarc (1972);
- Il mondo dei robot (Westworld) (1973);
- L'uomo terminale (The Terminal), regia di Mike Hodges (1974);
- Coma profondo (Coma) (1978);
- Runaway (1984);
- Jurassic Park regia di Steven Spielberg (1993);
- Sol levante (Rising Sun), regia di Philip Kaufman (1993);
- Rivelazioni (Disclosure), regia di Barry Levinson (1994);
- Congo, regia di Frank Wilson Marshall (1995);
- Twister, regia di Jan de Bont (1996);
- Il 13º guerriero (The 13th Warrior), regia di John McTiernan (1999).

### Soggetto
- Il mondo perduto - Jurassic Park (The Lost World: Jurassic Park), regia di Steven Spielberg (1997);
- Sfera (Sphere), regia di Barry Levinson (1998);
- Jurassic Park III, regia di Joe Johnston (2001);
- Andromeda (miniserie televisiva, The Andromeda Strain) regia di Mikael Salomon (2008);
- Jurassic World, regia di Colin Trevorrow (2015);
- Westworld - dove tutto è concesso (Westworld) (2016-2022);
- Jurassic World - Il regno distrutto (Jurassic World: Fallen Kingdom), regia di Juan Antonio Bayona (2018);
- Jurassic World - nuove avventure (Jurassic World Camp Cretaceous) (2020-2022);
- Jurassic World - Il domino (Jurassic World Dominion), regia di Colin Trevorrow (2022);
- Jurassic World - La Teoria del Caos (Jurassic World Chaos Theory)(2024- in corso);
- Twisters, regia di Lee Isaac Chung (2024);
- Jurassic World - La Rinascita (Jurassic World Rebirth) regia di Gareth Edwards (2025).

### Produttore
- Il 13º guerriero (The 13th Warrior), regia di John McTiernan (1999)

### Serie televisive
- E.R. - Medici in prima linea (E.R.), ispirato dalla raccolta di racconti Casi di emergenza

## Riconoscimenti
- Per 2 volte Mystery Writers of America's Edgar Allan Poe Award, nel 1969 con il romanzo A Case of Need e nel 1980 per il film La grande rapina al treno
- Association of American Medical Writers Award, 1970 con il romanzo Casi di Emergenza
- The American Association of Petroleum Geologists Journalism Award, 2006 con il romanzo Stato di paura
- Un dinosauro, il Crichtonsaurus bohlini, fu chiamato così (dal cognome Crichton) in onore di Jurassic Park.
- Uno dei "Fifty Most Beautiful People" per la rivista People nel 1992.